# Ugovor o spajanju
Ugovor o spajanju, poznat i kao Briselski ugovor bio je europski ugovor koji je ujedinio izvršne institucije Europske zajednice za ugljen i čelik (EZUČ), Europske zajednice za atomsku energiju (Euratom) i Europske gospodarske zajednice (EEZ). Ugovor je potpisan u Bruxellesu 8. travnja 1965., a stupio je na snagu 1. srpnja 1967. Ugovorom je određeno da Komisija Europskih zajednica zamijeni Visoko tijelo EZUČ-a, Komisiju EEZ-a i Komisiju Euratoma, a Vijeće Europskih zajednica zamijeni Posebno vijeće ministara EZUČ-a, Vijeće EEZ-a i Vijeće Euratoma. Premda je svaka zajednica ostala pravno neovisna, one su dijelile zajedničke institucije (prije ovog ugovora već su dijelile Parlamentarnu skupštinu i Sud pravde) i zajedno su se nazivale Europske zajednice. Smatra se da ovaj ugovor predstavlja pravi početak moderne Europske unije.
Ovaj je ugovor poništen Amsterdamskim ugovorom potpisanim 1997. godine.

## Vanjske poveznice
- Ugovor o spajanju – Centre Virtuel de la Connaissance sur l'Europe, pristupljeno 17. kolovoza 2021.